# Myzaphis tianshanica
Myzaphis tianshanica är en insektsart. Myzaphis tianshanica ingår i släktet Myzaphis och familjen långrörsbladlöss. Inga underarter finns listade i Catalogue of Life.